# 郑惟忠
郑惟忠（646年—722年），名烈，字惟忠，以字行，宋州宋城（今河南商丘）人，唐朝官员。
高祖郑肃，北周信州刺史。曾祖郑君则，隋朝狄道长。祖郑立经，衡州湘潭县令。父郑庆之，唐朝郑王府典签，神龙年间追赠郑州长史。太极初，又赠徐州刺史。。
郑惟忠在仪凤年间以孝廉擢进士第，授陵州井陉县尉，任，满转相州汤阴县尉。天授年间赴京应举，武则天当朝召见诸举人，问：“何者为忠？”很多人应对皆不符合武则天的心意。郑惟忠回答道：“臣闻忠者，对外宣扬君主的善政，对内匡正君主的过失。”则天听后曰：“善。”下制授他为左司御率府胄曹参军。历任左清道率府录事参军、长安县尉、合宫县丞、洛州录事参军、水部员外郎、屯田郎中等职。武则天从洛阳回到长安时，郑惟忠以待制引见，武后看到他后问道：“朕认得爱卿，先前你在东都说的‘忠臣外扬君之美，内匡君之恶’，朕至今没有忘记。”不久加朝散大夫，迁任凤阁舍人。
唐中宗即位，对他很敬重。自凤阁舍人拜上柱国，迁任黄门侍郎。当时朝廷正在商议禁止岭南的酋长私自蓄养军队，郑惟忠说：“执政者不可随意变革当地的习俗。《吴都赋》上说：‘家有鹤膝矛，户有犀渠盾。’说明古时当地土著就有蓄藏兵器的风俗，如果限制了他，能不带来麻烦吗？”议论于是停止。不久，转任大理卿。节愍太子李重俊与将军李多祚等人举兵诛杀武三思，事后兵败被杀。牵连兵变的守门军人被判处流放，皇后韦氏的党羽密奏中宗请全部诛杀。中宗令大理寺推断，郑惟忠上奏说：“今大案刚刚判决，人心未宁，若更改推，必递相惊恐，则反侧之子，无由自安。”中宗又下敕令百司庭议，最后还是维持原判，很多人得以保全。不久又改任右御史大夫，持节赈济河北道，并对地方官吏进行考察升降。回京后中宗对他的奏对很满意，加他银青光禄大夫，封荥阳郡公，食邑三千户。唐睿宗时任太子詹事、户部尚书。
唐玄宗开元初年，改任礼部尚书、使持节以本官检校同州刺史。转太子宾客。开元十年五月十日卒于京城归德里私第，享年七十七，赠太子少保。同年七月廿一日葬於河南府河南县龙门乡先茔之南。有子郑山甫。一女嫁崔汪。

## 延伸阅读
[在维基数据编辑]
 《舊唐書/卷100》，出自刘昫《舊唐書》
 《新唐書·卷128》，出自《新唐書》